# Tipo 69/79
El carro de combate principal Tipo 69 (en chino, 69式; pinyin, Liùjiǔ shì) y el Tipo 79 (en chino, 79式; pinyin, Qījiǔ shì) son desarrollos posteriores del Tipo 59 (basado a su vez en el diseño del T-54A soviético) y los primeros blindados de su clase enteramente desarrollados por China. Su parentesco se puede apreciar en el espacio que existe entre las ruedas segunda y tercera de la oruga. Algunas otras mejoras incluyen una nueva motorización, computadora balística a bordo, y designador láser. El siguiente modelo, el Tipo 79, fue equipado con un cañón de calibre 105 mm estriado, montado posteriormente en el Tipo 88. El Tipo 69 fue nombrado por su fabricante NORINCO con la designación industrial WZ-121.

## Historia
Tras la ruptura chino-soviética, la Unión Soviética deshizo todos los tratados de cooperación tecnológica y todo el apoyo que le había brindado a la industria militar china. Por ello, la fábrica N.º 617 (hoy día Norinco) fue designada para realizar la creación de un nuevo carro de combate que tuviese como base la estructura general de un Tipo 59 (la copia local del T-54A) como un paquete de actualización y mejora, en 1963, y crearon a partir de dichos estudios el Tipo 69. Entre sus mejoras se incluye un cañón de calibre 100 estabilizado en dos ejes, una motorización con una potencia de 580 caballos (433 kW), además de un sistema de designación de objetivos con luz de búsqueda infrarroja. Pero después de dichas mejoras, el EPL chino no encontró adecuadas dichas actualizaciones para su operatividad, y decidió no llevarlo a la producción en serie. Algunos analistas[¿quién?] han identificado incorrectamente al Tipo 69 como una copia china del T-55 soviético, y no al Tipo 59, que es realmente la copia del T-544A.
Durante el conflicto fronterizo de 1969, el ejército chino capturó un T-62 soviético. Del tanque capturado, que luego fue despiezado y examinado, algunos de sus componentes; tales como el designador soviético de blancos  Luna IR fueron copiados e integrados en el diseño del Tipo 69. Los tanques Tipo 69 y Tipo 79 se convierten así en los primeros desarrollos de dichos blindados de forma independiente en la China. Al detenerse su adopción, tan solo unas pocas versiones delTipo 69 entraron al servicio en la caballería mecanizada de los chinos. El Tipo 69 resultó para el EPLCh decepcionante por su desempeño, pero irónicamente resultó ser el vehículo blindado más exitoso en la exportación de dicho material para la industria china de defensa. En la década de los 80 tan solo 2000 fueron despachados en todo el mundo.
Después de que las relaciones entre China y Occidente se estabilizaran en la misma década, y China ahora fuese capaz de importar algunas de las tecnologías occidentales para dicho ramo de su industria en armamentos y sistemas electrónicos, se decidió crear un tanque mejor armado y dotarlo de los mejores avances en materia bélica de dicho momento. El Tipo 69 fue subsecuentemente actualizado con algunas de estas tecnologías occidentales, tales como el sistema de control británico de tiro de la British Marconi, además de un cañón de calibre 105 mm como arma principal. Dicha actualización resultó tan profunda que sería designado como Tipo 79, modelo con el cual se cierra el desarrollo y la producción de carros de combate chinos de primer y segunda generación.
Su simplicidad, robustez y bajo costo lo hicieron muy atractivo en el mercado de exportación, por lo que China vendió cientos a ambos bandos durante la guerra entre Irán e Irak. Muchos de estos vehículos fueron posteriormente usados por el régimen de Saddam Hussein durante la guerra del Golfo Pérsico y en la invasión de Irak de años más tarde. Además, los Tipo 69 del ejército birmano se cree que se enfrentaron a los M60A3 del ejército de Tailandia en el incidente fronterizo del año 2001, durante la batalla por el puesto fronterizo 9631, pero aún es incierto si alguno de los bandos perdió alguno de sus vehículos.
Tanto el Tipo 69 como el Tipo 79 son idénticos en su aspecto exterior al Tipo 59, ya que sus mayores diferencias están en que los dos son nada más que actualizaciones del modelo inicial en su parte interna y armamento, ya que fueron actualizados con mejores tecnologías que las obtenidas en modelos que habían sido capturados o adquiridos a países que tenían dichas técnicas más avanzadas. Los Tipo 59, Tipo 69 y Tipo 79 pueden ser considerados parte de la evolución de un mismo diseño, el T-55 soviético, y eso debido a que de su núcleo, el T-54, se derivaron el T-55 y el T-62 con una línea externa común pero diferenciados en su equipamiento interior, como en el caso chino. Solo a mediados de los 80 los diseñadores militares chinos obtuvieron la suficiente experiencia para empezar a desarrollar realmente un carro de combate propio que no estuviera directamente derivado del molde de la serie Tipo 59/69/79, y solo en los 90 China ya pudo diseñar y producir sus propios modelos realmente modernos.
A la fecha permanecen tan solo un centenar de carros de combate Tipo 69/79 en servicio con el ejército chino y solo como parte de su inventario, mayormente son utilizados como pieza de entrenamiento o en unidades de reserva. Los tanques de la serie Tipo 69/79 han sido reemplazados recientemente por los más sofisticados Tipo 96 y Tipo 99.

### Servicio en Irak

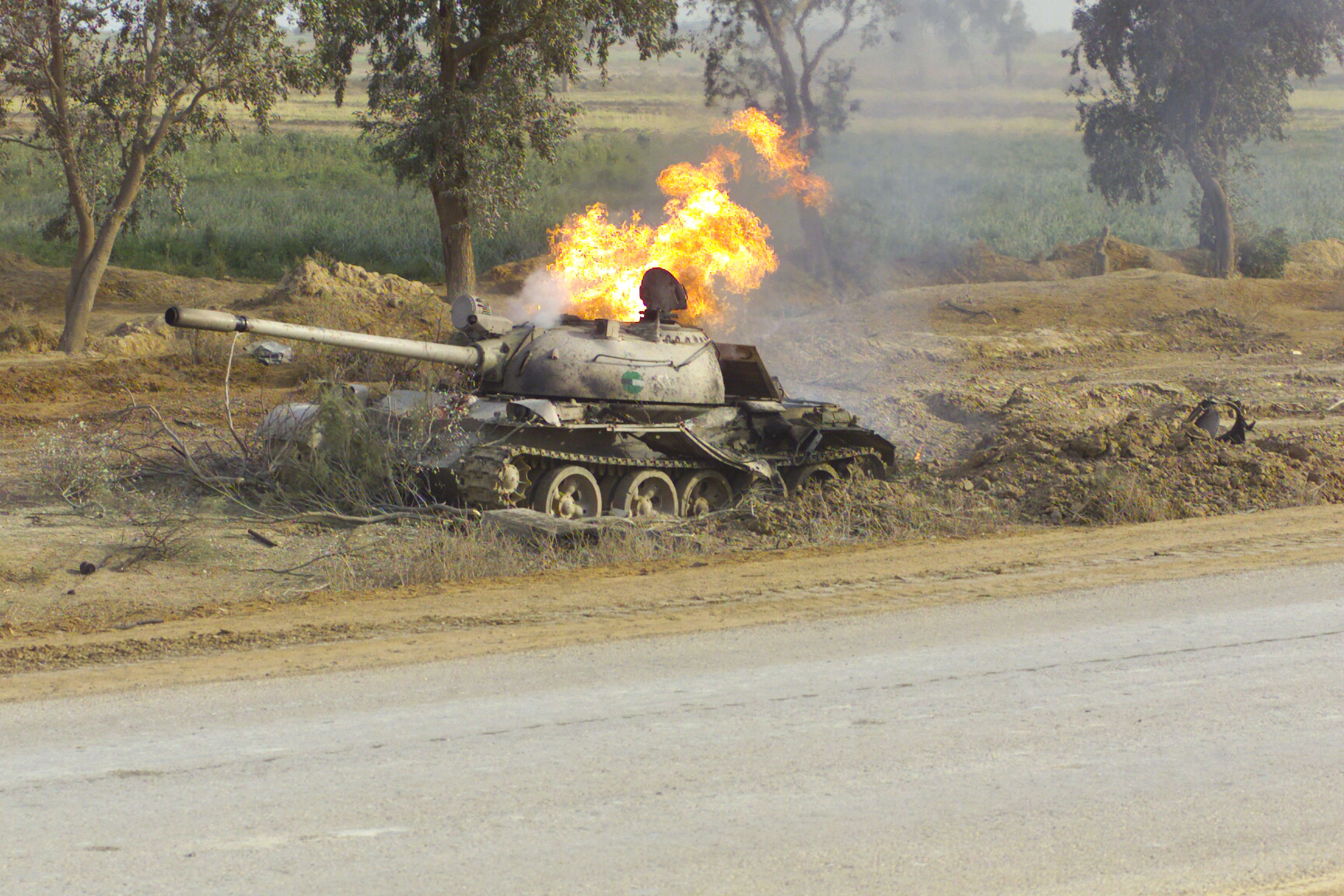
Un Tipo 69 al norte del puente An Nu'maniyah, en la autopista N° 27, destruido durante la segunda invasión a Irak en el mes de abril de 2003.

Durante los 80, China informó de que había vendido a ambos bandos cientos de tanques Tipo 59 y Tipo 69, sobre todo a Irak, que fueron modificados localmente para adecuarse a sus requerimientos. Para la primera invasión a Irak de 1991, analistas occidentales confirmaron que algunos de los Tipo 69 contaban con modificaciones tales como cañones de calibre 105 mm, una rampa para un mortero de calibre 160 mm, y en algunas unidades un cañón de calibre 125 mm con su respectivo auto-cargador. Algunos de los blindajes de estos fueron reforzados en su arco frontal con blindaje espaciado soldado en el plató del glacis. Todas estas versiones fueron conocidas como los Tipo 69-QM. Se publicó inclusive en algunos informes que durante la guerra del Golfo de 1991 los tanques iraquíes Tipo 69 vieron más combates que los T-72 de la guardia republicana. Una de las posibles explicaciones a esta táctica es que Saddam Hussein ordenó que sus unidades de la guardia republicana deberían preservarse para la reserva, mientras enviaba a la mayoría de las unidades del ejército, equipadas con los Tipo 69 inferiores, a las líneas del frente de combate.
Según los informes provenientes de las batallas durante la segunda invasión a Irak, los tanques Tipo 69-QM fueron empleados por las unidades del ejército iraquí que defendían Nasiriya el mes de marzo de 2003, muchos de ellos siendo desplegados como puestos de artillería. Estos tanques jugaron un papel importante en las emboscadas tendidas a los integrantes de la 507.ª Compañía de mantenimiento y a la compañía Charlie (C) del 1.er Batallón del 2.ºregimiento de Infantería de Marines, tras lo que se decide por el comandante del teatro de operaciones que los helicópteros Cobra barrieran con todos los tanques iraquíes. Dos Tipo 69 destruyeron al menos cuatro vehículos del 507.º, tras lo que un camión embistió directamente a uno de los tanques. Así mismo se sabe de al menos un tanque destruido, y parece ser que fue por fuego de cuatro Tipo 69 escondidos tras algunas construcciones, situando a unos elementos de la compañía Charlie de los hombres de la Infantería de Marina bajo fuego indirecto y probablemente destruyendo varios de los vehículos anfibios de asalto AAV-7A1 allí desplazados. Algunos de los Tipo 59/69 inutilizados en combate fueron emplazados como señuelos o como meros obstáculos.

## Variantes

### Prototipos

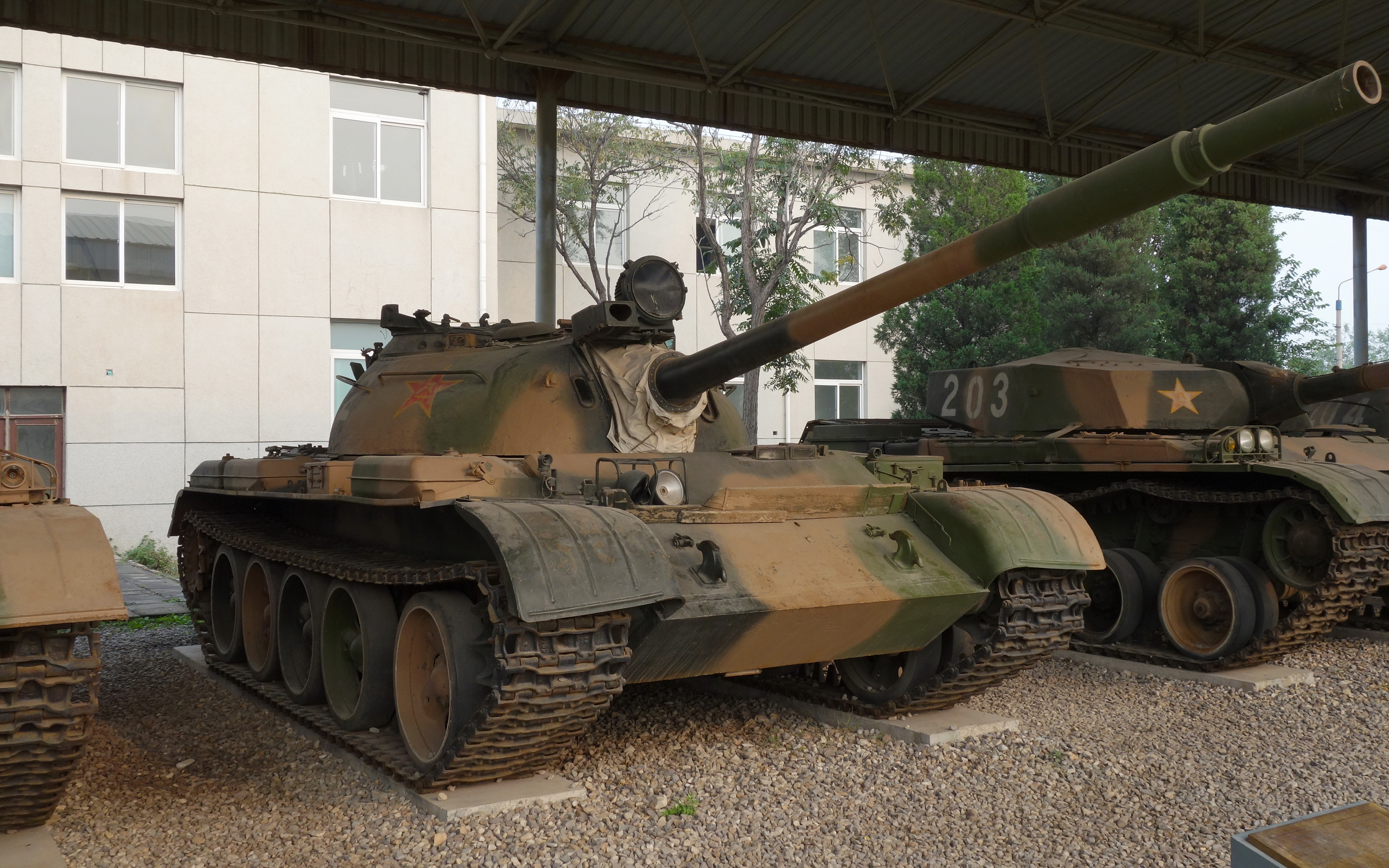
Versión del Tipo 69 básico.

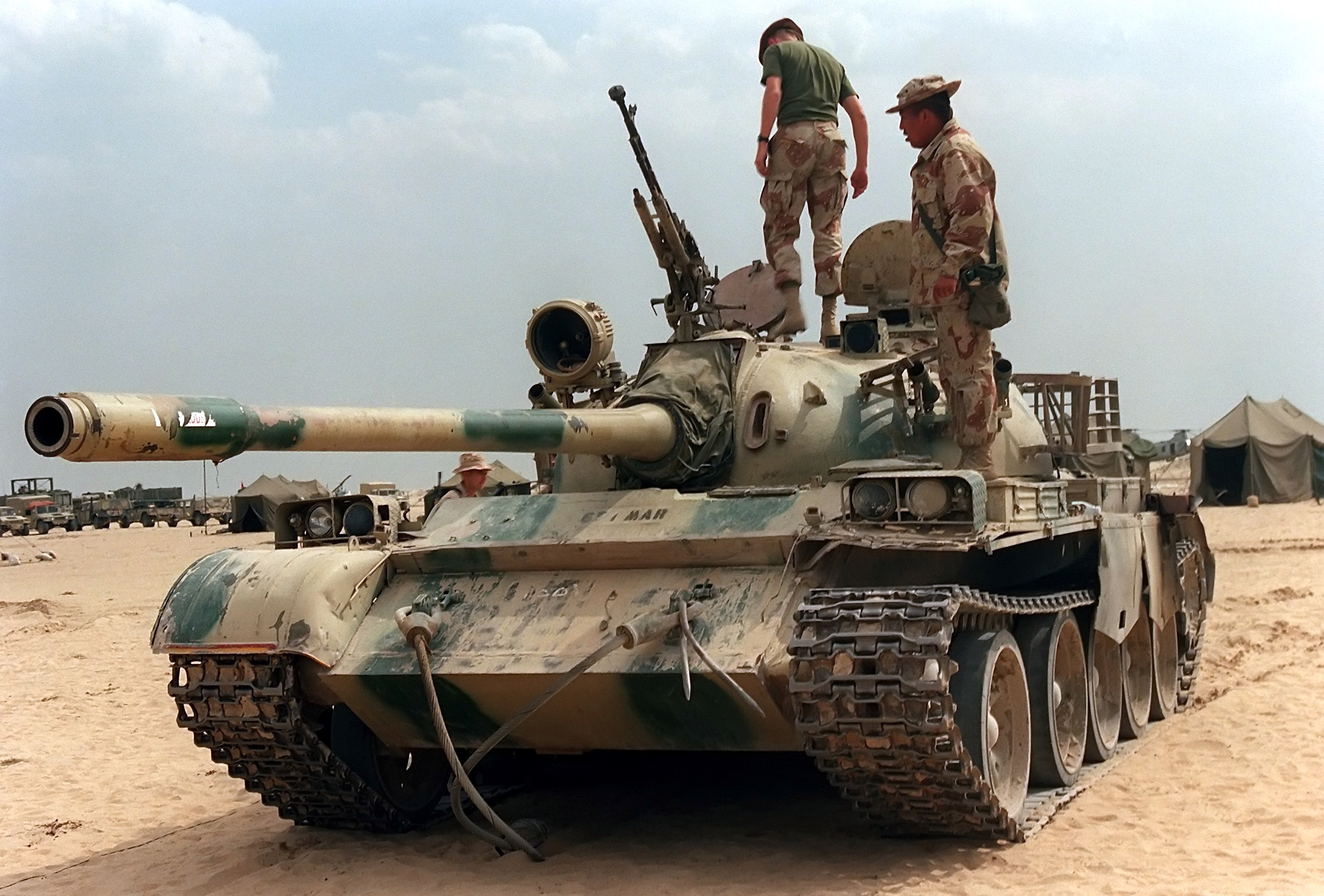
Irak del Tipo 69-II.

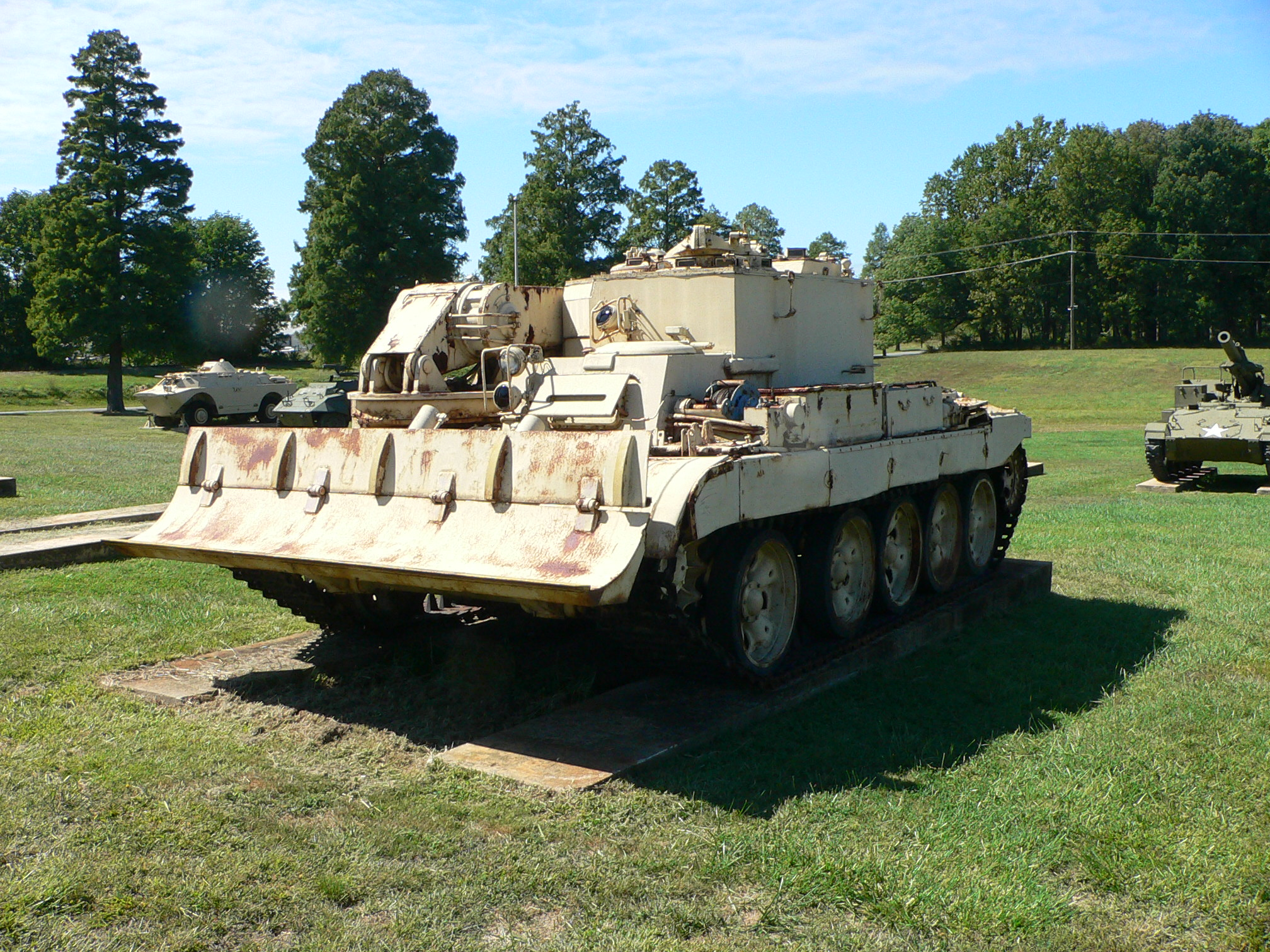
Vehículo de ingenieros Tipo 653.

- Tipo 69 - Prototipo basado en el casco del Tipo 59, equipado con un nuevo motor de 580 caballos (433 kW) de combustible diésel, el cañón Tipo 69 de calibre 100 mm de ánima lisa, faro de búsqueda infrarrojo, y designador de haz láser.

- Tipo 69-I - Prototipo que incorpora algunas de las tecnologías obtenidas del T-62 capturado, tales como el sistema de búsqueda Luna IR, y sistema de protección NBQ mejorado.

### Variantes de producción

#### Tipo 69
- Tipo 69-IIA - Primera variante de producción, se vio por primera vez en 1982, equipada con:

- Cañón estriado del modelo Tipo 69-II, de calibre 100 mm,
- Nuevo diseño y sistemas en el control de tiro que incorporan:
  - Sistema de estabilización de dos ejes TSFC-2,
  - Sistema de miras para el artillero del modelo Tipo 70,
  - Designador de luz láser TCRLA,
  - Computadora balística BCLA,

- Sistema de radiocomunicaciones Tipo 889,
- Faldones de goma en las orugas,
- Depósitos de almacenaje en la torreta,
- Sistema de lanzagranadas
- 2 tapas en forma de diamante, construidas con planchas anguladas tras el compartimiento del motor.

Esta versión fue ampliamente exportada, además de ser fabricada bajo licencia en Pakistán por Industrias Pesadas Taxila (HIT). La versión Tipo 69-II es redesignada como el Tipo 30 en el Ejército real de Tailandia.
- Tipo 69-IIB/C - Versión de mando del Tipo 69-II con equipos de comunicación adicionales y un sistema de energía auxiliar. Se distingue por sus dos antenas de gran longitud para sus radios y dos cajas de almacenaje atrás, las que contienen los cables y un teléfono de combate.

- Tipo 653 ARV - Vehículo de ingenieros/recuperación basado en el casco del Tipo 69.[13] El Vehículo de ingenieros/recuperación Tipo 653 ARV no cuenta con una torreta, pero dispone de una estructura potenciada, la que controla una pala de tipo buldózer en el frontal del casco y de una grúa controlada hidraúlicamente. La grúa es capaz de alzar hasta 35 toneladas, y mediante el sistema de cabrestante, el vehículo como tal puede tirar de hasta 70 toneladas.[14]

#### Tipo 79

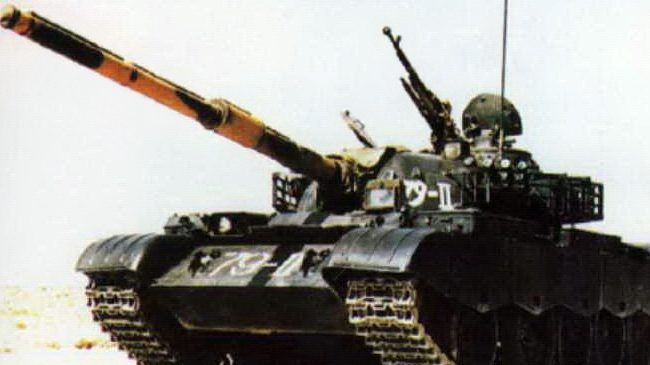
Un Tipo 79 (Tipo 69-III, designación industrial WZ-121D) del EPLCh.

- Tipo 79-III (Tipo 79) - Desginación del fabricante WZ-121D. Es una versión mejorada con tecnologías occidentales del Tipo 69-II, que incorpora mejoras tales como nuevo armamento principal y propulsor así como en varios de sus sistemas críticos. Durante su servicio en el EPLCh se designó como el Tipo 79. En el año de 1981, el primer prototipo fue modificado y por especificación se retuvo su designación inicial, solo añadiéndosele al final el número tres en caracteres romanos (Tipo 69-III). Dos prototipos formales de preproducción fueron mostrados posteriormente en 1983 a las autoridades militares, ya equipados con varios componentes clave tales como un designador de luz láser. Luego de su aprobación, el Tipo 79 entró a su fase de producción en serie en 1984, y su primera aparición en público fue en la parada militar en conmemoración del 35.º aniversario del PRC en 1984. En sus mejoras se incluyen:

- Almohadillas de goma en las orugas, siendo el primer diseño chino en incorporarlas,
- Sistema de detección de agentes contaminantes ABQ, que sella automáticamente su compartimiento al detectar dichos agentes tóxicos,
- Cañón Tipo 83 de calibre 105 mm, una mejora del clon de un cañón occidental L7 con un manguito térmico reemplazable, de diseño local (Tipo 79II)
- Sistema de imágenes de infrarrojo/térmico de tipo pasivo,
- Sistema de dirección de tiro de la British Marconi equipado con:

- Designador láser TLRLA
- Computadora balística BCLA
- Mira TGSA para el artillero

- Motor de refrigeración líquida de combustible diésel del modelo Tipo 79, de 730 caballos (544 kW),
- Adosamiento de blindaje ERA (ladrillos) en las zonas críticas del carro.

### Variantes extranjeras

#### Irak
- Tipo 69-QM - A su vez conocido como T-55B dentro de las designaciones del antiguo Ejército Popular de Irak. El Tipo 69-II estaba equipado con el cañón estriado estándar de 100 mm , protección reforzada con blindaje por capas en el glacis frontal, un mástil del telescopio de observación, y en algunas unidades, una rampa para montar un mortero de calibre 60 mm. La versión de mando estaba a su vez equipada con bloques de blindaje en apliques, similar a lo hecho en una variante designada T-55 Enigma. Producida entre los años 1986 y 1988.

- Tipo 69-QM1 - Versión  actualizada del Tipo 69-II con un cañón estándar OTAN de calibre 105 mm estriado y un nuevo designador de blancos por luz láser. Fabricado entre los años 1984 y 1988.

- Tipo 69-QM2 - Tipo 69-II actualizado con el cañón de calibre 125 mm (L80) estándar dentro del Pacto de Varsovia,  y un designador láser, adaptados del T-72 Assad Babyl. Fabricado entre los años 1986 y 1991.

#### Bangladés

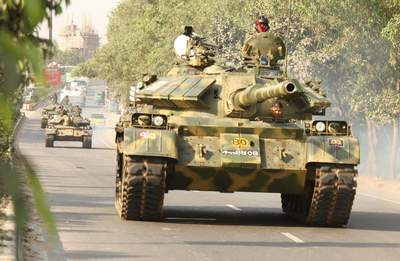
Un tanque rector Tipo 69-IIG del Ejército de Bangladés.

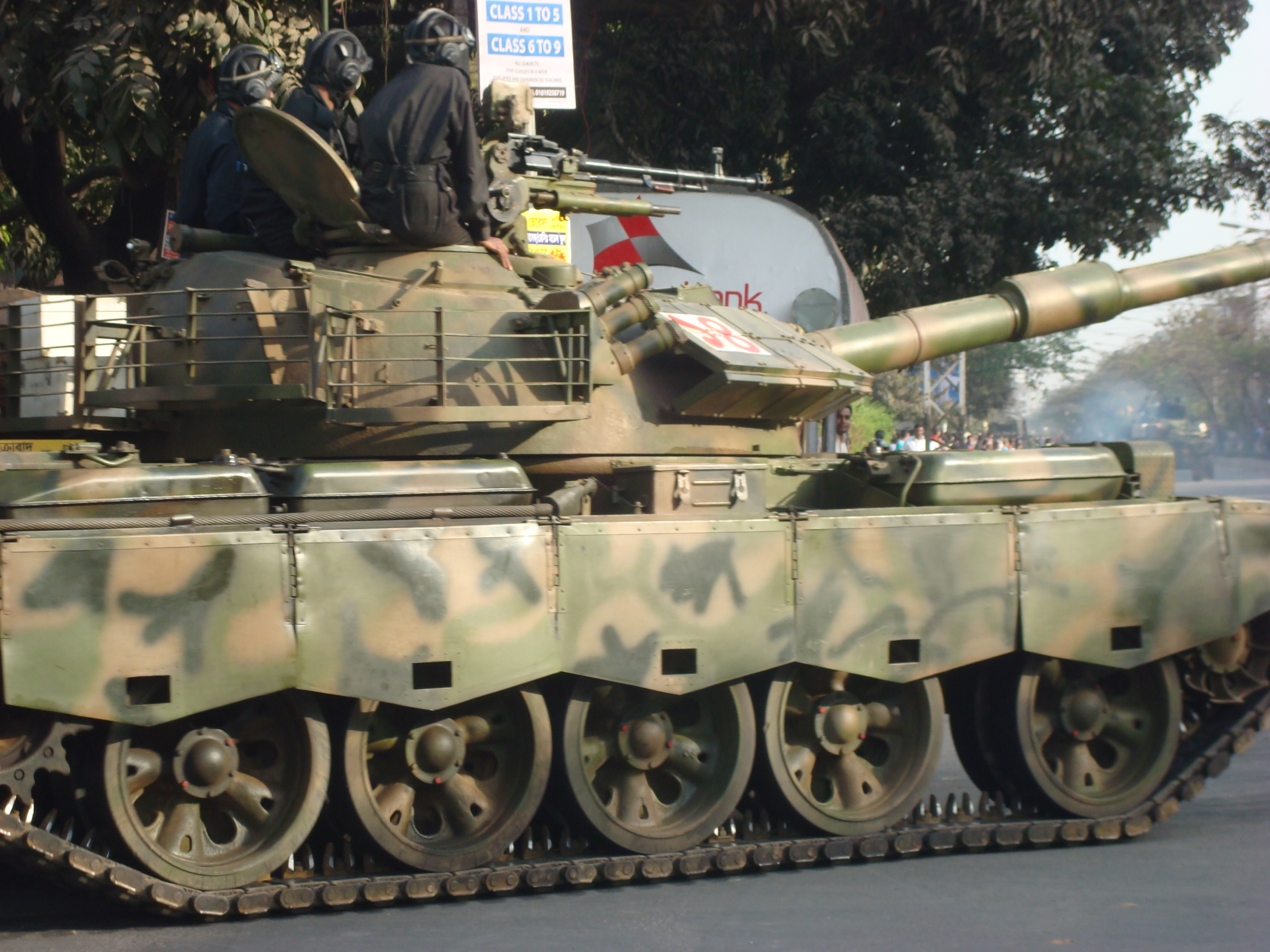
Un Tipo-69IIMk.2G del Ejército de Bangladés.

El cuerpo de ingenieros del ejército de Bangladés ha mejorado con sus propios recursos sus carros de combate Tipo 69 a un estándar propio, con asesoría china. Sus sistemas de armas y blindaje han sido actualizados para incrementar su efectividad en combate.
- Tipo 69 IIG - Variante bangladesí del Tipo 69/79 que monta las siguientes modificaciones:

- Cañón de calibre 120 mm de ánima lisa (compatible con municiones estándar de la OTAN), equipado con un cargador semiautomático, capaz de disparar misiles antitanque,
- Nuevo sistema de control de tiro, designador de blancos, sistema de imágenes térmicas, enlace de datos y sistema de alerta de impacto de misiles equipado con sensores de alerta láser
- Motorización más potente, de 1200 caballos (895 kW) de potencia,
- Protección incrementada con nuevo blindaje reactivo (ERA), sistema de supresión de incendios y conjunto de protección ABQ,
- Nuevos equipos de comunicaciones y navegación, que incluyen un receptor de GPS.

#### Myanmar
- El Ejército de Myanmar ha actualizado a sus tanques Tipo 69 y Tipo 69 II en mayo de 2007 con equipos de actualización provenientes posiblemente de Pakistán, se cree que al estándar del Al-Zarrar.[cita requerida]

### Usuarios no militares
Una variante de tipo civil desarrollada en el casco del Tipo 69/79 ha sido usada para producir una máquina de bomberos. Actualmente solo tres brigadas de bomberos en China han llegado a adquirir dicha versión del vehículo para combatir incendios forestales.

## Usuarios

### Actuales
- Pakistán: 400 unidades del modelo Tipo 69-IIMP están en servicio, las cuales en su mayoría han sido actualizadas al estándar Al-Zarrar,[15]
- China: 200. Usados principalmente por unidades de reserva, o para la instrucción de nuevas unidades,
- Bangladés: 185 unidades de la variante Tipo 69IIMA' y 65 de la variante  Tipo 69IIM,
- Irán: 200 unidades,
- Birmania: 260 unidades, de las variantes Tipo 59D y Tipo-69 II,
- Tailandia: 5 unidades,
- Sri Lanka: 20 unidades,
- Zimbabue: 10 unidades,
- Sudán: Fabricados bajo licencia (sin establecerse de forma oficial por el gobierno chino) en Sudán por la MIC de la siguiente forma:

- Tipo 69 - 100 unidades,
- Tipo 79 - 100 unidades.

### Anteriores
- Irak: Aproximadamente 2500 unidades del modelo Tipo 69 en servicio en el año de 1990, posteriormente destruidas o destinadas a chatarra.